# Pulp-журналы
Pulp-журналы (англ. pulp magazines; варианты перевода: «макулатурные журналы», «журнальное чтиво», «бульварные журналы», «журналы-дешёвки» и так далее) — разговорное название категории издававшихся в конце XIX — первой половине XX века в США дешёвых массовых журналов (как правило, литературных), в которых публиковались сенсационные, скандальные и сентиментальные материалы и рассказы.
Название «pulp-журналы» происходит от термина «pulp», которым называли целлюлозную массу из вторсырья и самый дешёвый сорт выработанной из неё низкокачественной газетной бумаги, способной держать типографскую краску.

## История
Первый pulp-журнал создал в 1896 году Фрэнк Манси. Манси преобразовал издававшийся им журнал для подростков «The Argosy» в журнал приключенческих рассказов для взрослых, ради экономии стал печатать его на низкокачественной бумаге и продавать по 10 центов за экземпляр. Снижение цены расширило читательскую аудиторию журнала, что, в свою очередь, привлекло к изданию внимание рекламодателей. Новая коммерческая схема быстро доказала свою эффективность и привела к появлению множества подражаний.
Фрэнк Манси создал тип периодического литературного издания, ориентированного на массового читателя. В журналах такого типа публиковались детективы, приключенческие истории, «больничные романы», вестерны, готика, мистика, рассказы о спортсменах, пиратах, золотоискателях, о затерянных племенах и гробницах фараонов, приключения на войне, приключения в джунглях и другие разновидности жанровой литературы. Pulp-журналы быстро стали воплощением бульварщины, синонимом одноразового чтива. Термин «pulp fiction», возрождённый к новой жизни фильмом «Криминальное чтиво» Квентина Тарантино, появился именно в связи с ними.
Уже в первом десятилетии XX века выходили десятки pulp-журналов: «The Popular Magazine», «All-Story», «Top-Notch», «Short Story», «Blue Book», «Cavalier», «Adventure» и другие.
Поначалу все эти издания были всежанровыми, но к началу 1910-х годов наряду с ними начали появляться pulp-журналы нового типа, которые были ориентированы тематически на какой-то конкретный жанр — детектив, вестерн, истории про пиратов, а несколько позже — литературу ужасов, научную фантастику и авиационные приключения. В отличие от всежанровых журналов, специализированные издания были рассчитаны на более узкую, но одновременно более мотивированную аудиторию, что позволяло им успешно удерживаться на рынке литературной периодики.
В первой половине XX века американская литература довольно отчётливо делилась на «журнальную» и «книжную», причём эти два направления пересекались довольно редко. Книжные издания произведений, опубликованных в журналах, были скорее исключением, чем правилом. Книжные издания были гораздо более престижными и прибыльными для авторов, так как позволяли получать потиражные отчисления от публикаций; издатели журналов платили авторам только один раз, а повторные перепечатки произведений были возможны только для самых популярных произведений. Практически же всё журнальное творчество было «одноразовым» — автор просто продавал свой текст журналу для того, чтобы один раз получить за него гонорар и забыть о своём творении навсегда.
Pulp-журналы продолжали существовать в той или иной форме до начала 1950-х годов, когда изменения на рынке периодики и удешевление книг заставили их исчезнуть или преобразоваться в более престижные издания.
В 2018 году силами волонтеров и библиотек на archive.org было выложено более 12 000 оцифрованных pulp-журналов за период с 1896 по 1950 гг. (хотя можно найти и более новые выпуски).

## Список pulp-журналов
Следующие издания считаются pulp-журналами:
- Action Stories;
- Adventure[англ.];
- Air Wonder Stories;
- All-Story;
- Amazing Stories;
- The Argosy;
- Astounding Science Fiction;
- Black Mask;
- Blue Book[англ.];
- Cavalier;
- Fantastic Adventures;
- The Popular Magazine;
- Planet Stories;
- Science Wonder Stories;
- The Shadow;
- Short Stories[англ.];
- Strange Tales;
- Top-Notch Magazine[англ.];
- Tops in Science Fiction;
- Two Complete Science-Adventure Books;
- Unknown;
- Weird Tales;
- Wonder Story Annual

## Издатели, издательства
Список издателей, публиковавших pulp-журналы:
- Хьюго Гернсбек;
- Фрэнк Манси.

Список издательств, публиковавших pulp-журналы:
- «Popular Publications»;
- «Street & Smith»;
- «Thrilling Publications».

## Авторы
Некоторые авторы, добившиеся известности благодаря публикациям в pulp-журналах:
- Эдгар Райс Берроуз;
- Эрл Стэнли Гарднер;
- Роберт Ирвин Говард;
- Луис Ламур;
- Джон Макдональд;
- Абрахам Меррит;
- Рафаэль Сабатини;
- Дэшил Хэммет;
- Рэймонд Чандлер.

## Художники-иллюстраторы
Некоторые художники, ставшие известными благодаря рисованию иллюстраций для pulp-журналов:
- Маргарет Брандидж;
- Рафаэль Де Сото;
- Фрэнк Рудольф Пауль;
- Норман Саундерс;
- Верджил Финлей.

### Коллекции обложек
- Science Fiction list.
- Magazine Checklists.
- MagazineArt.org.